# Burgplatz (Duisburg)

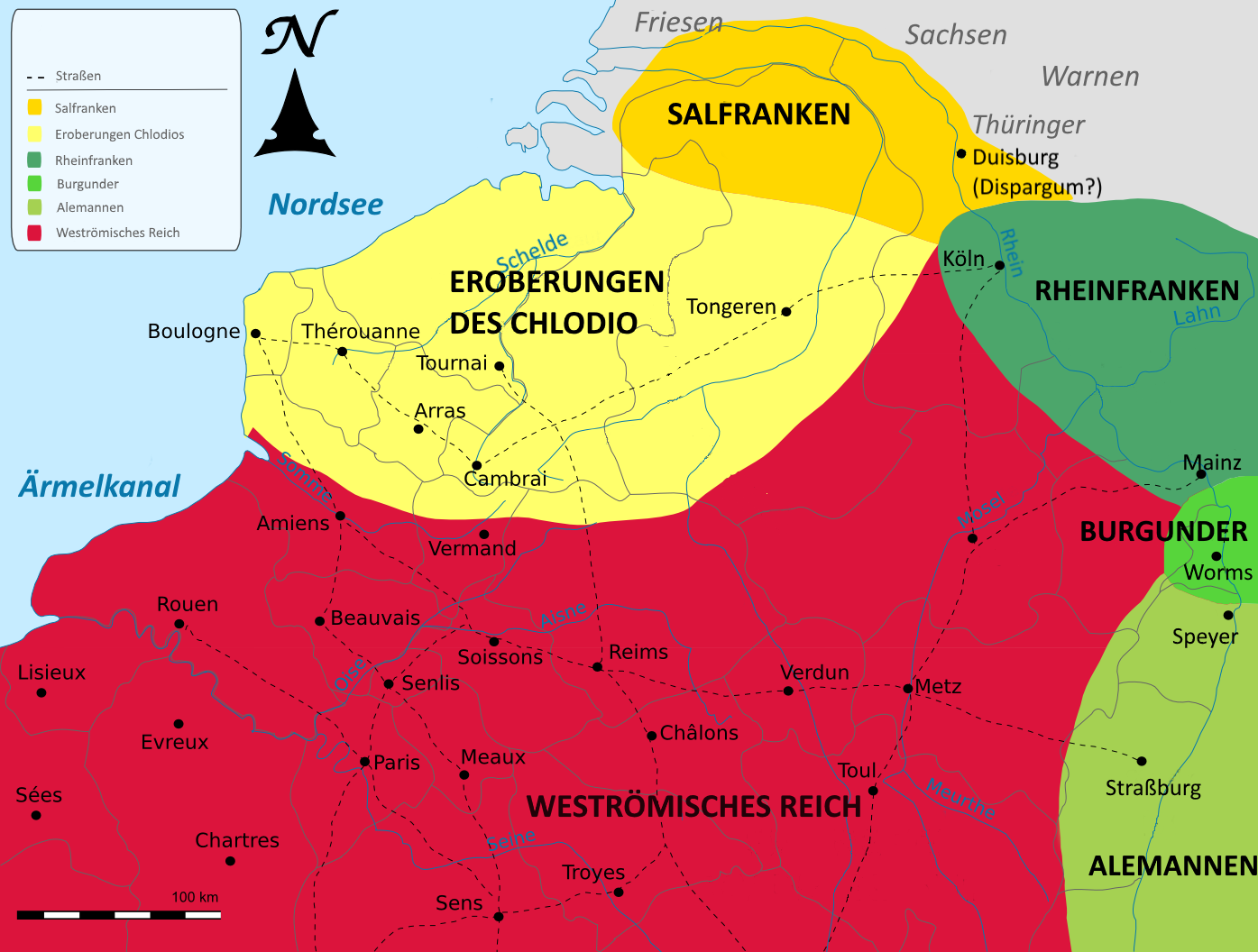
Gebiet der Eroberungen des Chlodio im 5. Jahrhundert

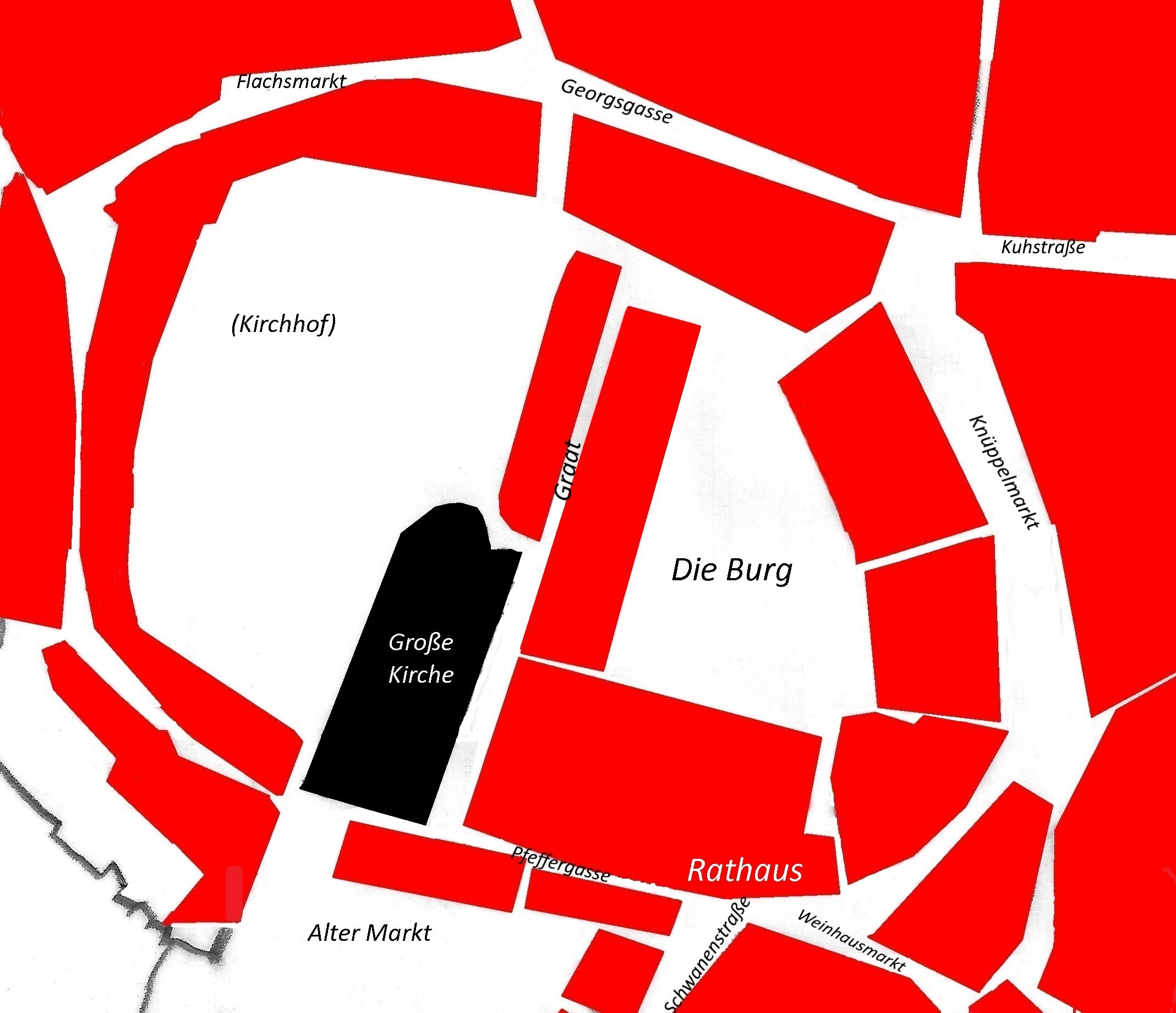
Burgplatz in Duisburg nach Grundriss der Urkarte von 1823 bis 1825

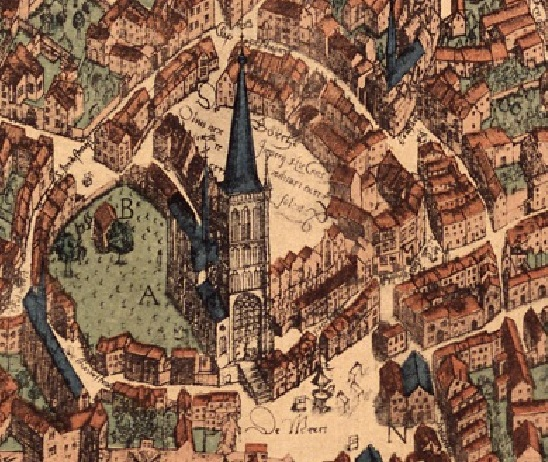
Der Corputius-Plan von 1566 zeigt Duisburg mit dem Burgplatz nach exakten geografischen Messungen.

Der Burgplatz in Duisburg ist die Keimzelle der Stadt Duisburg. Der Platz ist heute ein nur vom Duisburger Rathaus und einem Teil der Salvatorkirche begrenzter halboffener Platz.

## Anlage
Bis zur Zerstörung im Zweiten Weltkrieg war der Platz von Wohnhäusern umgeben. Heute ist der alte Standort des Kirchhofs der Salvatorkirche (bis 1821) mit in den Bereich des Burgplatzes einbezogen. Bis zum Bau des neuen Duisburger Rathauses um 1900 war der Kirchhof durch die als „Graat“ bezeichnete Gasse vom eigentlichen Burgplatz getrennt. Nach dem Zweiten Weltkrieg wurde dieser Bereich als Grünfläche ausgewiesen. Der Platz wird heute im Süden von der Schwanenstraße und im Osten von der Poststraße begrenzt.
Der Burgplatz umfasst etwa 5000 Quadratmeter, jeweils etwa 70 Meter in der Länge und in der Breite. Geophysikalisch ist er der nördliche Ausläufer der bergischen Niederterrasse. Zu römischer Zeit befand er sich unmittelbar am Rhein, nur wenige hundert Meter vom Zusammenfluss mit der Ruhr entfernt. Hochwassersicher etwa acht Meter oberhalb des Rheinufers gelegen, diente der Platz zur Sicherung des Rheinübergangs am Hellweg. Bereits in römischer Zeit befand sich hier ein Bauwerk zur Grenzsicherung.

## Frühgeschichte
In der spätmerowingischen Chronik, der Liber Historiae Francorum wird berichtet, dass Chlodio, der König der Salfranken in einem Kastell namens Dispargum seinen Herrschersitz hatte. Von dort aus überquerte er mit seinem Heer den Rhein, tötete die römische Bevölkerung und vertrieb sie. Laut dem deutschen Historiker und Archäologen Joseph Milz kann es sich bei diesem Dispargum aufgrund dieser Quelle und anderer Quellen vom 8. bis zum 12. Jahrhundert nur um das heutige deutsche Duisburg handeln, an dessen Stelle sich das Kastell des Chlodio befand. Dieses Kastell befand sich an der Stelle des heutigen Rathauses und des heutigen Burgplatzes und lässt sich auf eine römische Anlage auf dem Burghügel am Rhein zurückführen, auf der im 9. Jahrhundert die Duisburger Königspfalz gebaut wurde. Königspfalzen galten als temporäre Residenzen des Herrschers, der diese auf seinen Reisen durch sein Reich nutzte.
Mit einer Aufzeichnung des Regino, Abt des Klosters Prüm zum Jahr 883/884, der Duisburg im Zusammenhang mit den Feldzügen der Normannen im 9. Jahrhundert nennt, gibt es die erste sicher datierte Erwähnung des volkssprachlichen Namens Duisburg:

„Eodem anno Normanni, qui in Chinheim ex Denimarca venerant, adsentiente Godefriedo Rhenum navigio ascendunt et Diusburh oppido occupato munitionem in eodem loco more solito construunt et in eo toa hieme resident. (Übersetzung: In diesem Jahr fuhren die Normannen aus Dänemark ins Kenemerland kommend mit Gottfrieds Zustimmung per Schiff den Rhein hinauf, nachdem sie den Ort Duisburg besetzt hatten und an diesem Ort eine Befestigung nach ihrer Art errichteten und sich dort den ganzen Winter aufhielten.)“

Wahrscheinlich war der Burgplatz mit dem im 8. Jahrhundert entstandenen Königshof damals bereits ein befestigter Ort mit Wohnhäusern, worauf die Bezeichnung oppidum hinweist. Neben dem Königshof entstand im 9. Jahrhundert die dem Heiligen Salvator geweihte Pfalzkirche, die „Grote Kerk“.
Im 10. Jahrhundert erfolgte der Ausbau des Königshofes zu einer Königspfalz. Einige Ereignisse deuten auf die damalige Bedeutung Duisburgs hin: so fand 929 eine Reichssynode unter Heinrich I. statt. 944 wird von einem Landtag unter Otto I. in Duisburg berichtet. 1002 lässt Heinrich II. die Erzbischöfe von Köln, Lüttich und Cambrai in Duisburg zusammentreffen, um sich anlässlich seiner Königswahl von ihrer Loyalität zu ihm zu überzeugen. Zwischen 929 und 1129 sind insgesamt 17 Königs- und Kaiseraufenthalte in Duisburg belegt. Bereits vor dem Jahre 1000 deutet sich die Verlagerung des Rheins ab. Er wendet sich etwa 2500 m westlich vom Burgplatz ab. Allerdings musste die Schiffe nun nicht mehr im Strom ankern, sondern konnten im ruhigen Fahrwasser des Altrheinarms anlegen.
Duisburg gehörte Anfang des 12. Jahrhunderts zu den Orten, die sich gegen den Kölner Erzbischof stellten und an der Seite des Kaisers Heinrich V. standen, und als regia villa und noch nicht als Stadt bezeichnet wurde. Vogtherren der villa waren die Herzöge von Limburg. Sie verwalteten die Stadt im Auftrag des Kaisers. Zwischen den Duisburgern und dem Vogt entzündete sich Anfang des 12. Jahrhunderts ein Zwist über die Nutzungsrechte im Duisburger Wald. Schließlich bestätigte König Lothar III. in einer Urkunde von 1129, „dass der Grund des Waldes zu der königlichen villa Duisburg gehöre, und die Duisburger Bürger (cives) nach ihrem Belieben entsprechend ihrem Bedarf Steine brechen können“. In der Folgezeit kam es zu einer regen Bautätigkeit um den Burgplatz herum. 1165 ließ Kaiser Friedrich Barbarossa in Duisburg zweiwöchentlich stattfindende Tuchmessen für flandrische Kaufleute einrichten, die im 14. Jahrhundert auf Frankfurt am Main übergingen.
Zunächst bezeichnete man den Bereich der Königspfalz „super castrum“, ab Mitte des 14. Jahrhunderts „op der Borgh“, die sich als „op der Burg“ bis vor dem Zweiten Weltkrieg im Volksmunde erhalten hatte, Johannes Corputius bezeichnete den Bereich in dem nach ihm benannten Plan der mittelalterlichen Stadt als „de Borcht“.

## Spätes Mittelalter
Anfang des 13. Jahrhunderts wurde die Schola Duisburgensis, eine der ältesten Schulen Deutschlands, am Salvatorkirchhof/Flachsmarkt errichtet, Vorläufer des heutigen Landfermann-Gymnasiums. Nach dem Ausbau der Pfalz in Kaiserswerth Mitte des 13. Jahrhunderts verlor die Duisburger Pfalz an Bedeutung. Der Deutsche Orden erwarb die Gebäude der Pfalzanlage und übernahm das Patronat der Kirche.
Im Jahre 1283 wurden die Gebäude der Pfalz und die daneben liegende Salvatorkirche Opfer eines Feuers, wodurch die gesamte Anlage fast vollständig vernichtet wurde. Der Vogt von Limburg stiftete den Minoriten eine burgähnliche Anlage, die die Klosterbrüder zu einem Kloster, Spital und einer Kirche ausbauten. Dem Stadtbrand fiel auch die Baustelle der Minoritenbrüder zum Opfer. Auf dem Plan des Corputius ist die wiederaufgebaute Kirche der Minoriten mit ihrem blauen Dach gut zu erkennen. Nach dem Brand standen die Mauern der Pfalz noch, so dass an diese zum Burgplatz hin als auch zur nordwestlich liegenden Pfeffergasse kleinerer Häuser angebaut wurden. Der frühere Innenraum der Pfalz wurde lange Zeit als Bauhof genutzt. Auf dem Corputius-Plan sind diese Mauern noch zu erkennen.
Im Jahr 1290 wurde die zu diesem Zeitpunkt reichsfreie Stadt Duisburg 1290 König Rudolf von Habsburg gegen 2000 Silbermark als Mitgift an den Grafen Dietrich von Kleve verpfändet und verlor damit ihre Reichsunabhängigkeit. Der Deutsche Orden nahm Ende des 13. Jahrhunderts den Bau eines neuen Gotteshauses vor. Die Grundsteinlegung der heutigen Kirche erfolgte vermutlich im Jahr 1316.
Nach der Jahrtausendflut 1342, auch als Magdalenenhochwasser bekannt, entwickelte sich Duisburg mehr und mehr zu einer Ackerbürgerstadt. An der Stelle der Pfalz bauten die Bürger der Stadt Mitte des 14. Jahrhunderts ein domus consulum (Bürgermeisterhaus), ein Rathaus, welches allerdings erst 1391 zum ersten Male urkundlich erwähnt wurde. Dieses Rathaus lag neben dem heutigen Rathausbogen. Seine Hauptfront war allerdings nicht zum Burgplatz, sondern zum rückwärtigen Weinmarkt hin ausgerichtet. 1467 brannte der Turm der gotischen Kirche nieder. Die Wiederherstellung des Turmes erfolgte erst im Jahre 1513.
Das alte Rathaus bestand aus zwei Gebäuden, wobei eines der Häuser die Reste der alten Pfalzanlage darstellte, welche während der Feuersbrunst im Jahre 1283 fast unversehrt blieben. Auf dem Plan des Corpurtius aus dem Jahre 1566 ist das Gebäude mit dem Buchstaben „M“ markiert. Nach Norden war der Burgplatz durch die so genannte Schupkuylenstraete und mit beidseitiger Häuserbebauung versehen begrenzt. Der Name verweist auf die Bestrafung des „Schupfen“, wonach der Delinquent in ein Wasserloch gestoßen und untergetaucht wurde. Mitte des 17. Jahrhunderts erhielt die Straße den Namen „Graat“, abgeleitet vom lateinischen Namen „gradus“ für „Stufe“. Die Straße war von der Pfeffergasse nur über Treppen zu erreichen. Nach Osten hin war der Platz durch etwa 10 Häuser begrenzt, die südlich des Platzes gelegene doppelte Häuserreihe ließ damals noch den Verlauf der Burgbefestigung erkennen.

## 16. Jahrhundert bis 1945
Im Jahre 1512 wurde das alte Schulgebäude der Schola Duisburgensis abgerissen und am Salvatorkirchhof ein neues Gebäude errichtet, bestehend aus zwei Stockwerken mit Klassenräumen und einer Lehrerwohnung im Giebel. 1543 beschloss der Rat der Stadt, dass nur noch im evangelischen Sinne gepredigt werden dürfe.
1555 war die Reformation in Duisburg endgültig vollzogen. Die reiche mittelalterliche Ausstattung der Salvatorkirche fiel dem reformierten Bekenntnis zum Opfer. Die Salvator-Statue wurde aus der Salvatorkirche entfernt. Nur wenige Katholiken verblieben in der Stadt, sie trafen sich in der kleinen Minoritenkirche neben der großen Stadtkirche. 1552 siedelte der Kartograph Gerhard Mercator nach Duisburg und bezog ein Haus in der Oberstraße. Von 1559 bis 1562 war er im neugegründeten Duisburger Akademischen Gymnasium, dem heutigen Landfermann-Gymnasium, als Lehrer für Mathematik und Kosmografie tätig. Sein Schüler Johannes Corputius fertigte um 1566 die nach ihm benannte ziemlich genaue Stadtansicht Duisburgs aus der Vogelschauperspektive an, wobei er die dabei notwendigen topographischen Beobachtungen vor allem vom Turm der Salvatorkirche ausführte. Mercator starb 1594 und wurde in der Salvatorkirche begraben.
Im Jahre 1610 traten 36 Vertreter der Reformierten Gemeinden im Rheinland in der Salvatorkirche zusammen. Diese Synode bildet den Grundstein für die Evangelische Kirche im Rheinland. Nach einem Blitzeinschlag brannte 1613 der Turm der Salvatorkirche erneut ab. Die Kirche erhielt 1692 eine barocke Turmhaube. 1719 wurde der Markt der Stadt Duisburg vom Alten Markt als Mittwochsmarkt auf die „Burg“ verlegt. Aus Frankreich kommend und auf dem Weg nach Münster, kehrt Johann Wolfgang von Goethe im Dezember 1792 in den Gasthof „Zur goldenen Krone“ an der Oberstraße ein. Goethe besucht die Philosophen Plessing und Blasius Merrem, beide Professoren an der 1655 gegründeten Universität in Duisburg. Die Minoritenkirche wurde bis zum Ende des 18. Jahrhunderts nach Westen hin erweitert. Das neue Langhaus erhielt statt einer Holzdecke ein Gewölbe. 1832 wird das Kirchenkloster aufgelöst, denn es finden sich keine neuen Mitglieder mehr für die Brüder der Gemeinde. Die Kirche wird vom Bistum Münster übernommen. Das Bistum setzt einen Diözesanpriester ein und die Minoritenkirche wurde so zu einer katholischen Pfarrkirche. Im Jahre 1802 ersetzte man das alte Rathaus durch ein Gebäude gleichen Ausmaßes. Durch das stetige Anwachsen der Bevölkerung wurde es erforderlich, das Rathaus durch einen Anbau in Richtung der Salvatorkirche zu erweitern. Hierdurch mussten einige Wohnhäuser weichen.

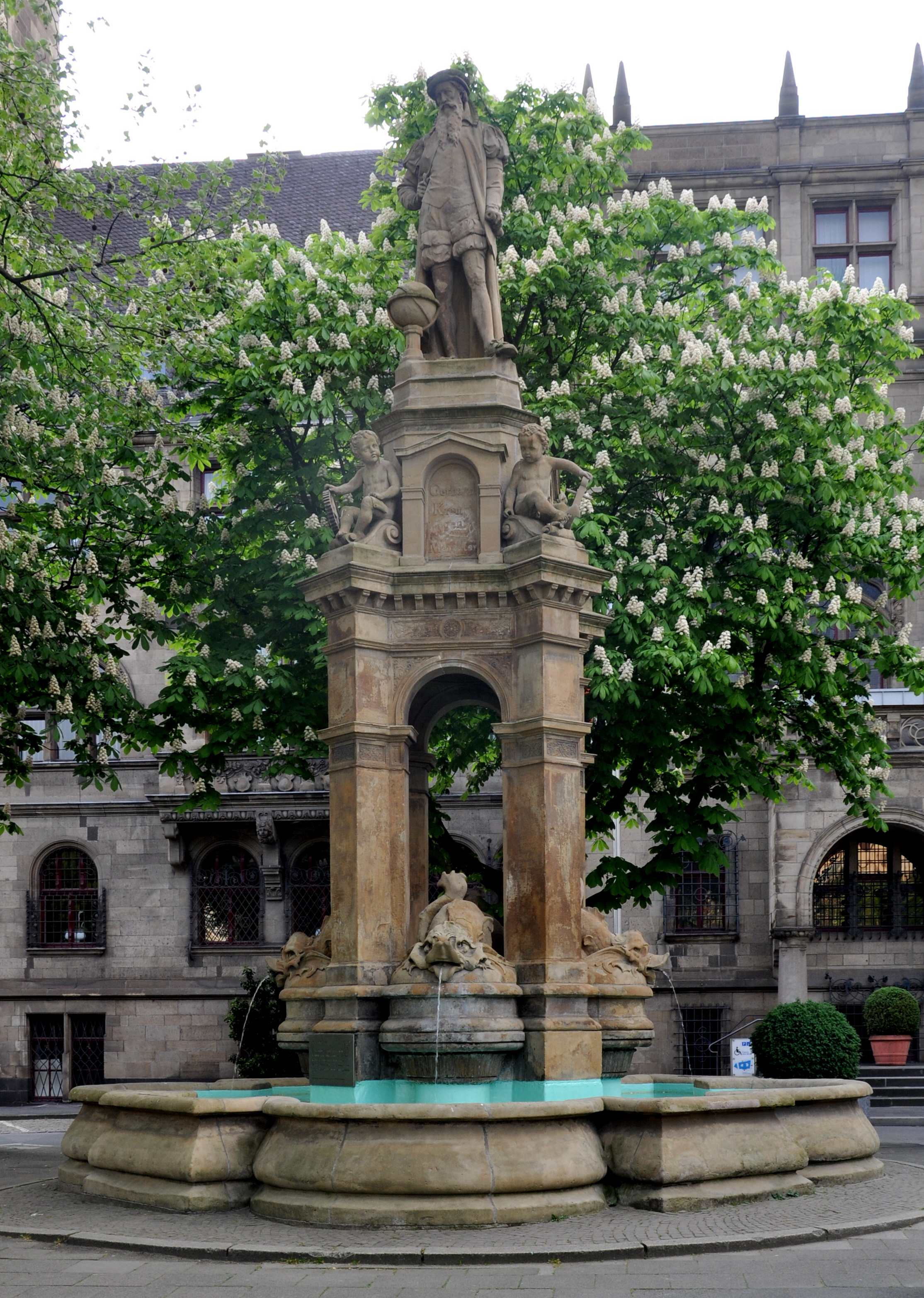
Mercatorbrunnen auf dem Duisburger Burgplatz

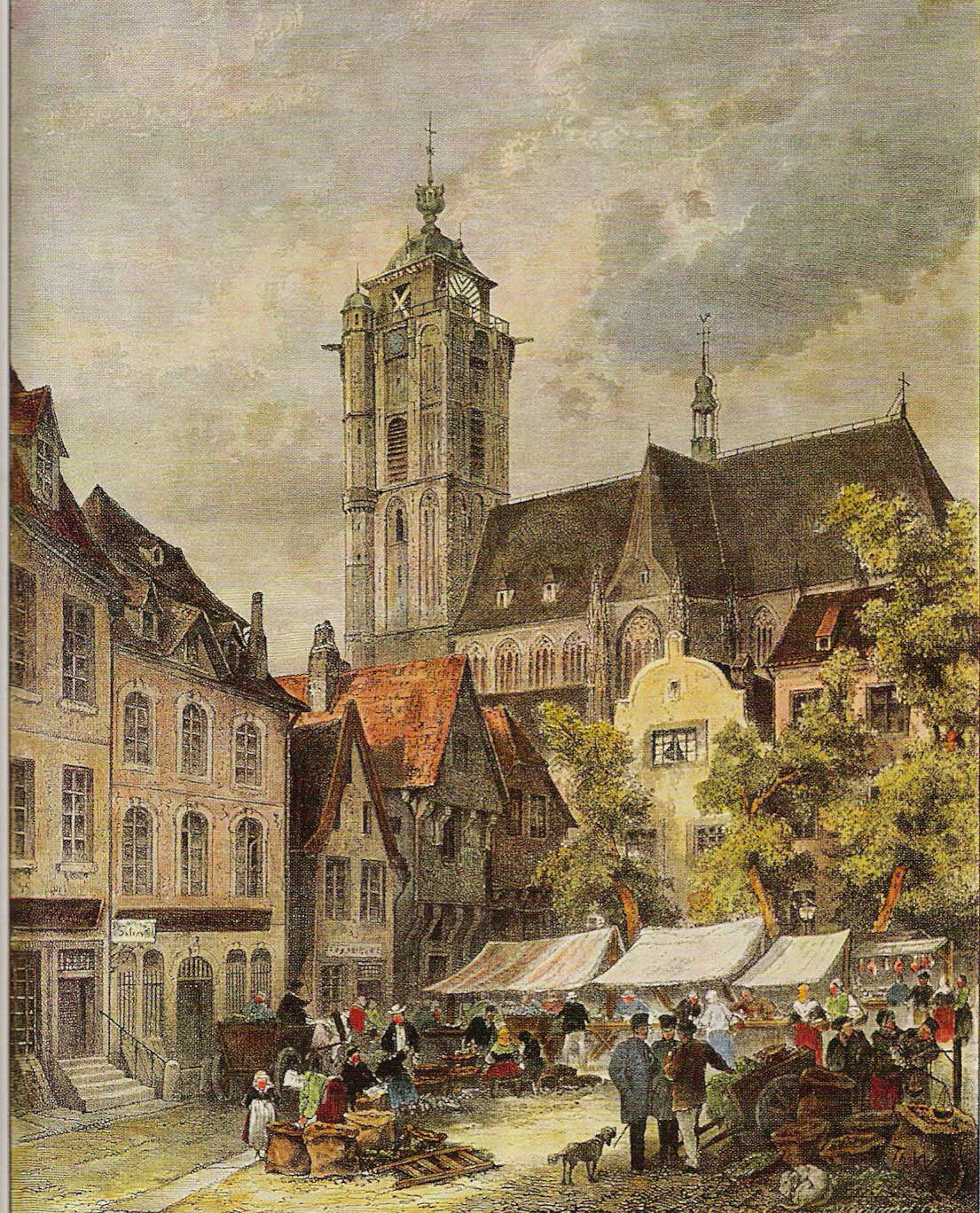
Markt auf dem Burgplatz vor der Salvatorkirche, um 1850

Im Dezember 1805 übernahmen die Franzosen das Regiment im Duisburger Rathaus, nachdem Preußen auch den rechtsrheinischen Teil des Herzogtums Kleve an Napoleon abtrat. Napoleon selbst beehrte das Herzogtum und auch die Stadt Duisburg im Jahre 1811. Dabei soll er den Befehl gegeben haben, die Universität der Stadt nach Düsseldorf zu verlegen. Die Franzosenzeit endete 1813. Die Universität wurde am 18. Oktober 1818 auf Grund einer Kabinettsorder von Friedrich Wilhelm III. offiziell geschlossen. Große Teile der Duisburger Universitätsbibliothek wurden zur neugegründeten Universität Bonn verlagert, wo sie den Grundstock der neu gegründeten Bonner Bibliothek bildeten. Ebenso gelangte das Universitätszepter der Duisburger Hochschule nach Bonn, wo es sich bis heute befindet.
1823 wurde Duisburg Kreisstadt des aus den ehemaligen Kreisen Dinslaken und Essen neu gegründeten Landkreises Duisburg. Vom Burgplatz aus wurde nun ein Gebiet verwaltet, das die heutigen Großstädte des westlichen Ruhrgebiets Duisburg, Essen, Mülheim an der Ruhr, Oberhausen und den heutigen südlichen rechtsrheinischen Teil des Kreises Wesel umfasst. Durch Kabinettsorder vom 10. August 1857 wurde 1859 der Kreis Essen wieder aus dem Kreis Duisburg herausgelöst und neu eingerichtet. 1873 schied Essen aus dem Landkreis Essen, 1874 Duisburg aus dem Landkreis Duisburg aus. Beide Städte bildeten nun eigene Stadtkreise und wurden industrielle Großstädte. 1878 erhielt der Kartograf Gerhard Mercator auf dem Burgplatz ein Denkmal: einen Sandsteinbrunnen im Stile des Historizismus, das von dem Düsseldorfer Bildhauer Anton Josef Reiss entworfen wurde. Das Standbild Mercators auf dem Brunnenaufbau ist zweieinhalb Meter hoch. Es zeigt Mercator in einer für die Renaissance typischen Bekleidung, während er auf einen vor seinen Füßen stehenden Globus hinunterschaut.
Der Brunnenaufbau besteht aus vier Rundbögen. Zwischen den Pfeilern der Rundbögen sind vier Delphine zu sehen, die Wasser in das Brunnenbecken speien. An den vier Ecken des Aufbaues sitzen vier Kinderfiguren, von denen jede ein Symbol in der Hand trägt: den Heroldstab für den Handel, das Zahnrad für das Handwerk, den Anker für die Schifffahrt und das Buch für die Wissenschaft.
Die Inschrift auf den vier Giebelfeldern lautet: „Gerhard Krämer gen. Mercator / geboren am 5. März 1512 in Rupelmonde / lebte und wirkte in Duisburg seit 1552 / gestorben in Duisburg am 2. Dezember 1594“.
Am Heiligabend des Jahres 1881 fuhr zum ersten Male die Pferdebahn über den Knüppelmarkt. Sie schaffte eine neue Verbindung zwischen Duisburg und der Nachbarstadt Ruhrort. Die Pferdebahn wurde 1896 durch die Elektrische ersetzt. 1888 erhielt der Turm des Rathauses eine Aufstockung. Dieser wurde mit einer elektrischen Uhr versehen. Bald zeigte sich, dass das 1802 erbaute Rathaus nicht mehr den Ansprüchen der Stadt gerecht werden konnte. 1890 hatte sich die Bevölkerungszahl der Stadt von etwa 5.000 Einwohnern im Jahre 1802 auf mittlerweile 60.000 Einwohner erhöht, so dass man einen kompletten Neubau des Rathauses plante. Baubeginn des neuen Rathauses war der 25. August 1897, dafür mussten 25 Häuser und Grundstücke an der Pfeffergasse weichen. Auch der „Graat“ fiel dem Neubau des Rathauses zum Opfer. Der erste Bauabschnitt des neuen Verwaltungsgebäudes war am 1. April 1900 abgeschlossen, wodurch das alte Rathaus abgerissen werden konnte.

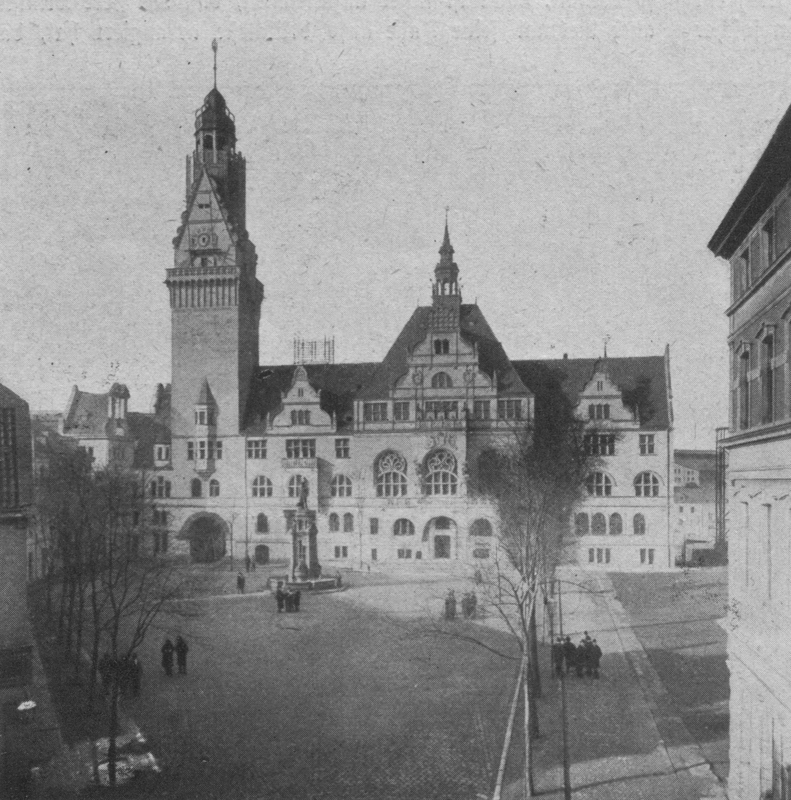
Der Burgplatz Anfang des 20. Jahrhunderts mit dem bis heute existierenden neuen Rathaus

Während des Baus des neuen Rathauses versuchte der Berliner Pfalzenforscher Konrad Plath Beweise dafür zu finden, dass Duisburg das bei Gregor von Tours erwähnte Dispargum mit der Pfalz des frühfränkischen Königs Chlodio auf dem Burgplatz in Duisburg sei. Er entdeckte am Rande des Burgplatzes Mauerzüge, die sich als Überreste der mittelalterlichen Königspfalz erwiesen. Seine Forschungen hat Plath nie veröffentlicht, aber seine Aufzeichnungen blieben erhalten. Sie bildeten die Grundlage weiterer Untersuchungen im 20. Jahrhundert. Am 3. Mai 1902 wurde das neue Rathaus des Karlsruher Architekten Friedrich Ratzel eingeweiht. In den Jahren 1897 bis 1902 hatte sein Ratssaal eine künstlerische Ausstattung durch Gemälde der Düsseldorfer Akademie-Professoren Claus Meyer und Willy Spatz erhalten, etwa zum Thema des versuchten Überfalls durch den Kölner Erzbischofs Dietrich II. von Moers im März 1445 im Rahmen der Soester Fehde und zur Gründung der Universität Duisburg am 14. Oktober 1655. Die Baukosten betrugen insgesamt 2,6 Millionen Goldmark, ein Drittel des jährlichen Budgets der Stadt. An der Nordostseite wurde zudem 1902 eine 4 Meter hohe Rolandsfigur aufgestellt.
Parallel zum Neubau des Rathauses fanden umfangreiche Renovierungsarbeiten an der Salvatorkirche statt. Die barocke Zwiebelhaube, die den Spitzturm nach dem Blitzeinschlag im Jahre 1613 ersetzte, der noch auf dem Plan des Corputius zu sehen war, verschwand. Die Kirche erhielt nun ein oktogonales Glockengeschoss und eine neue steile Spitze. Der gesamte Turm erreichte dadurch eine Höhe von etwa 90 Meter, reichte allerdings nicht bis an die Höhe des ursprünglichen Turms aus dem 14. Jahrhundert, der 112 Meter maß und damals als das höchste Gebäude in Norddeutschland galt. Bereits 1896 wurde die neogotische Liebfrauenkirche eingeweiht, in die das ursprüngliche Langhaus der Minoritenkirche als südliches Seitenschiff einbezogen wurde. Die Liebfrauenkirche bot annähernd dreitausend Besuchern Platz und war neben der Salvatorkirche die größte Kirche Duisburgs. Der Kirchturm erreichte eine Höhe von 100 Metern. Die evangelische Salvatorkirche und die katholische Liebfrauenkirche standen jetzt auf Augenhöhe.
1904 waren alle Arbeiten am Burgplatz beendet. Burgplatz und Kirchhof der Salvatorkirche bildeten nun eine großzügige Platzeinheit. Vier Jahrzehnte lang bildeten die hohen Türme des neuen Rathauses, der Salvatorkirche und der Liebfrauenkirche eine städtebauliche Einheit.

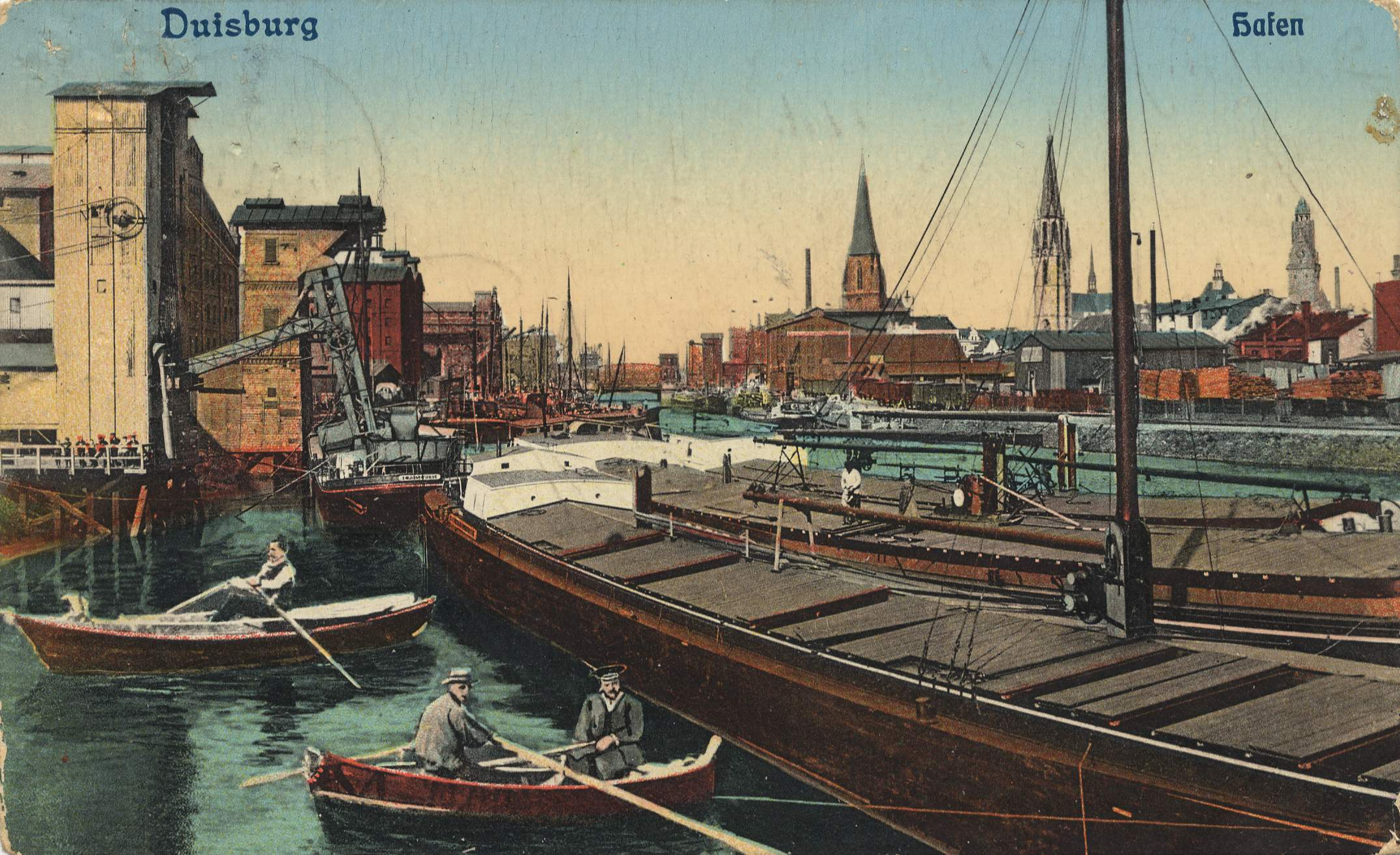
Hafen mit den dominierenden Türmen des Burgplatzes, 1911

Am 1. Oktober 1905 wurden die Städte Ruhrort und Meiderich nach Duisburg eingemeindet. Die Einwohnerzahl der Stadt wuchs auf etwa 192.000. Das Leben der jungen Großstadt konzentrierte sich auf und um den Burgplatz und die südlich und östlich davon gelegenen Straßen und Gassen, vor allem auf dem Knüppelmarkt, auf dem Weinhausmarkt, der Münzstraße, der Poststraße und auf der Beekstraße, wo vor allem die Kaufhäuser jüdischer Mitbürger zu finden waren. Auf der Poststraße befand sich das königliche Postamt, ein 1891 im spätgotischen Renaissancestil errichtetes Gebäude. An der Verlängerung der Poststraße, der Georgstraße und früheren Jorisstraße, befand sich das Polizeigefängnis. Auf dem Knüppelmarkt, der westlich auf die Poststraße stieß, befand sich das bereits 1316 erwähnte alte „Gasthaus“. Der Knüppelmarkt lag im Rund der ehemaligen Burgbefestigung, gehörte zu den beliebtesten Einkaufsstraßen der Stadt und war ein Treffpunkt mit Gaststätten und Cafés.
Am 15. März 1920 bezog eine Abteilung der Duisburger Einwohnerwehr, der Stoßtrupp „Kaiserberg“, Räume des Rathauses. Auf dem Burgplatz vor den Mauern des Rathauses hatten sich Polizei und weitere Einheiten der Einwohnerwehr postiert. Die Einwohnerwehr sympathisierte mit den Kapp-Putschisten, die am 13. März 1920 in Berlin unter dem Verwaltungsbeamten Wolfgang Kapp und General Walther von Lüttwitz einen Putsch gegen die Regierung unter Friedrich Ebert führten. Als Reaktion auf den rechtsradikalen Putsch rief die Rote Ruhrarmee im Ruhrgebiet zu einem Generalstreik auf. Die Verantwortlichen der Stadtregierung verurteilten zwar den Putsch, weigerten sich aber der Forderung der Gewerkschaften und Arbeiter nachzukommen, die Einwohnerwehr zu entwaffnen. Am 16. März 1920 kam es zu blutigen Auseinandersetzungen. Polizei und Einwohnerwehr eröffneten das Feuer gegen einen Aktionsausschuss von KPD und USPD.
Der Kapp-Putsch scheiterte am 17. Mai 1920, doch rückten am 19. März Verbände der Roten Ruhrarmee in Duisburg ein, was zu chaotischen Verhältnissen in der Stadt führte. Am Karsamstag des Jahres 1920, dem 3. April, wurde der Aufstand durch Truppen der Reichswehr niedergeschlagen. Während der Beschießung des Rathauses wurde der Turm stark beschädigt. Mit schweren Waffen sicherte die Reichswehr das Rathaus. Die Kämpfe forderten etwa 100 Tote.

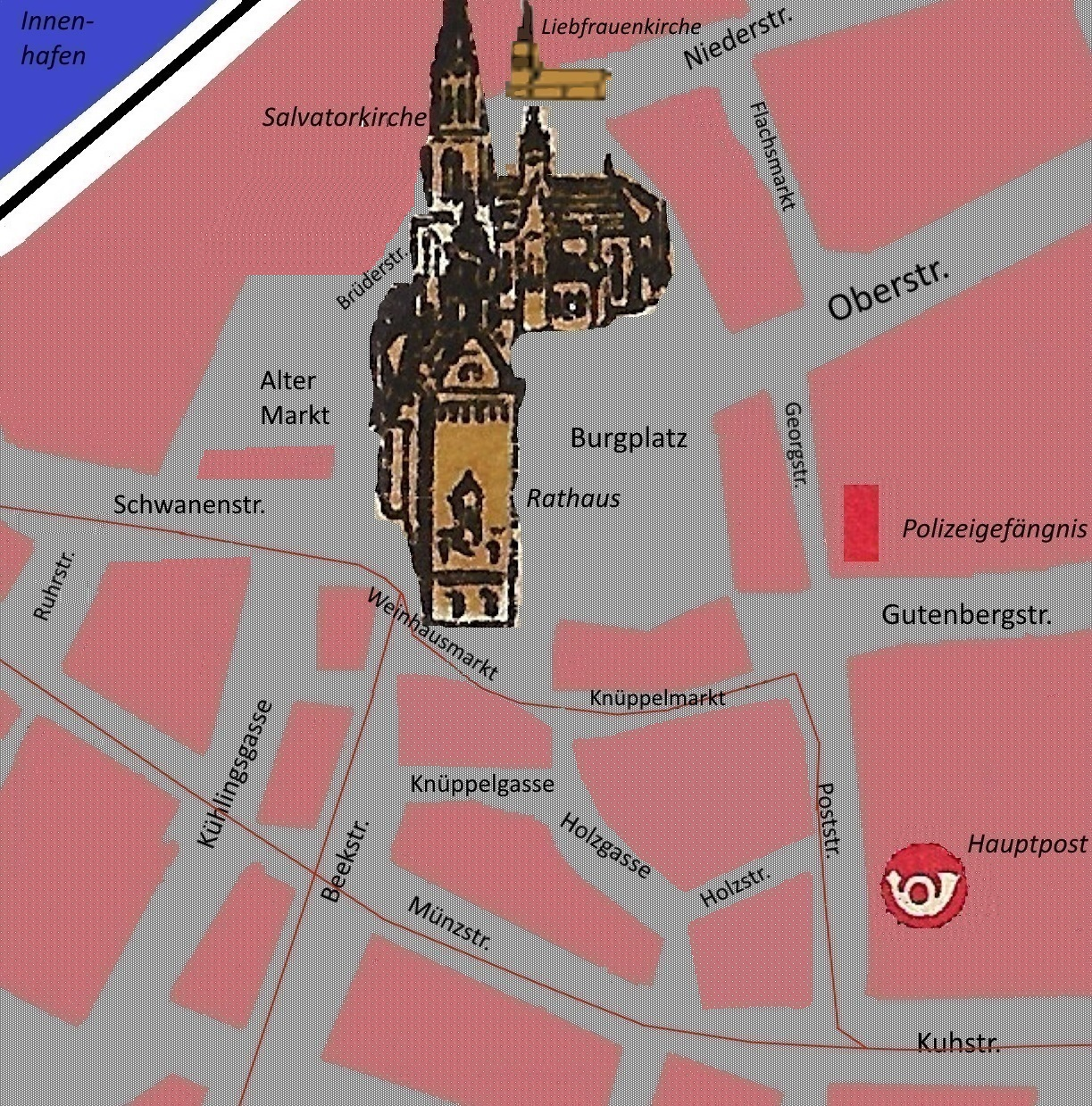
Straßenführung rund um den Burgplatz, 1925

Am 8. März 1921 beginnt die alliierte Rheinlandbesetzung: Französische und belgische Truppen marschieren in Duisburg ein. Das Duisburger Rathaus und die Hauptpost werden besetzt. Zur gleichen Zeit dringen Truppen in die Nachbarstadt Düsseldorf ein. So versuchen die Alliierten, das Londoner Ultimatum vom 5. Mai 1921 durchzusetzen, mit dem die Siegermächte des Ersten Weltkriegs ihren Zahlungsplan für die deutschen Reparationen gegenüber Deutschland durchsetzen wollten. Im Januar 1923 wird das gesamte Ruhrgebiet besetzt. Im Zuge des Dawes-Plans endete die Ruhrbesetzung in Duisburg am 25. August 1925.
Seit 1914 war Karl Jarres Oberbürgermeister der Stadt Duisburg. Gleichzeitig bekleidete er vom 11. November 1923 bis zum 15. Januar 1925 das Amt des Vizekanzlers und Innenministers. Bei der Reichspräsidentenwahl 1925 erhielt Jarres im ersten Wahlgang die meisten Stimmen, zog jedoch im zweiten Wahlgang seine Kandidatur zugunsten von Hindenburg zurück.
Nach der Machtergreifung der Nationalsozialisten sah sich Jarres am 16. Mai 1933 genötigt, vom Oberbürgermeisteramt abzutreten. Er wurde am selben Tag durch das NSDAP-Parteimitglied Ernst Kelter abgelöst.
In der Nacht vom 12. auf den 13. Mai 1943 steigen 572 Bomber in England in die Luft auf. Ziel: Duisburg, „aiming point cathedral“. Damit waren die Salvatorkirche und der Burgplatz gemeint. 1.085 Sprengbomben, 106 Luftminen, 112.700 Brandbomben und 15.275 Phosphorbrandbomben verwandelten die Stadt in ein Flammenmeer. Insgesamt wurden innerhalb von 45 Minuten 1.599 Tonnen Bomben abgeworfen. Zwischen 1:52 und 2:55 Uhr dieser Nacht ging die mittelalterliche Altstadt der Stadt Duisburg unter. Die Luftangriffe auf Duisburg waren nach Angaben der britischen Luftwaffe der bis dahin schwerste Angriff auf eine deutsche Stadt.

## Wiederaufbau

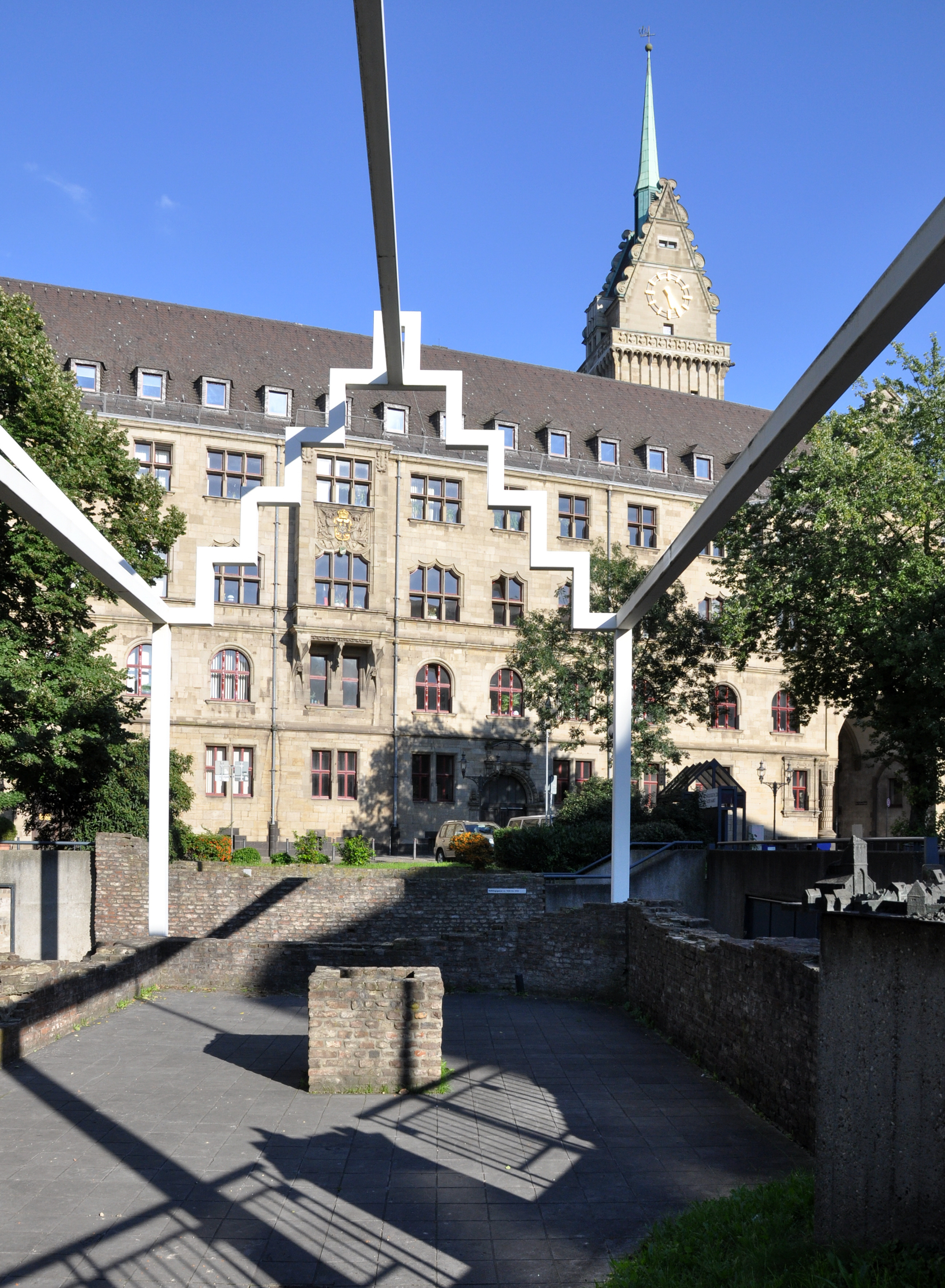
Rekonstruktion der Umrisse der Hallen am Alten Markt und Rathaus

Der Burgplatz, wie auch die gesamte Duisburger Altstadt, veränderte nach dem Zweiten Weltkrieg sein Erscheinungsbild auf radikale Weise.
Die Bomben des Krieges zerstörten den Turmhelm und das Dach des Rathauses. Der Wiederaufbau des Ratsgebäudes erfolgte in schlichteren Formen. Es erhielt eine neue Spitze. Der Frontgiebel über dem Eingang und der Helm des Rathausturmes wurden nicht wieder aufgebaut.
Nachdem das Kirchengebäude der Salvatorkirche nun zum vierten Male zerstört worden war, wurde der Spitzhelm nicht mehr ersetzt. Im Vergleich mit dem alten Corputiusplan sind die historischen  Straßenzüge kaum wiederzufinden. Auch die Lage der Burg lässt sich fast nur noch vermuten. Nach 1945 wurde die aus Richtung Ruhrort kommende und früher zum Alten Markt führende Schwanenstraße verbreitert und direkt mit der Poststraße verbunden. Hierdurch verschwanden die kriegsgeschädigten Gebäude und alten Gassen südlich und südwestlich des Burgplatzes und am Salvatorkirchhof: Weinhausmarkt, Knüppelgasse, Holzgasse, Holzstraße, Trankgasse und Knüppelmarkt. Östlich des Burgplatzes verschwand die Georgsgasse durch Verbreiterung und Verlängerung der Poststraße und ersatzlosen Abriss der Häuserbebauung.

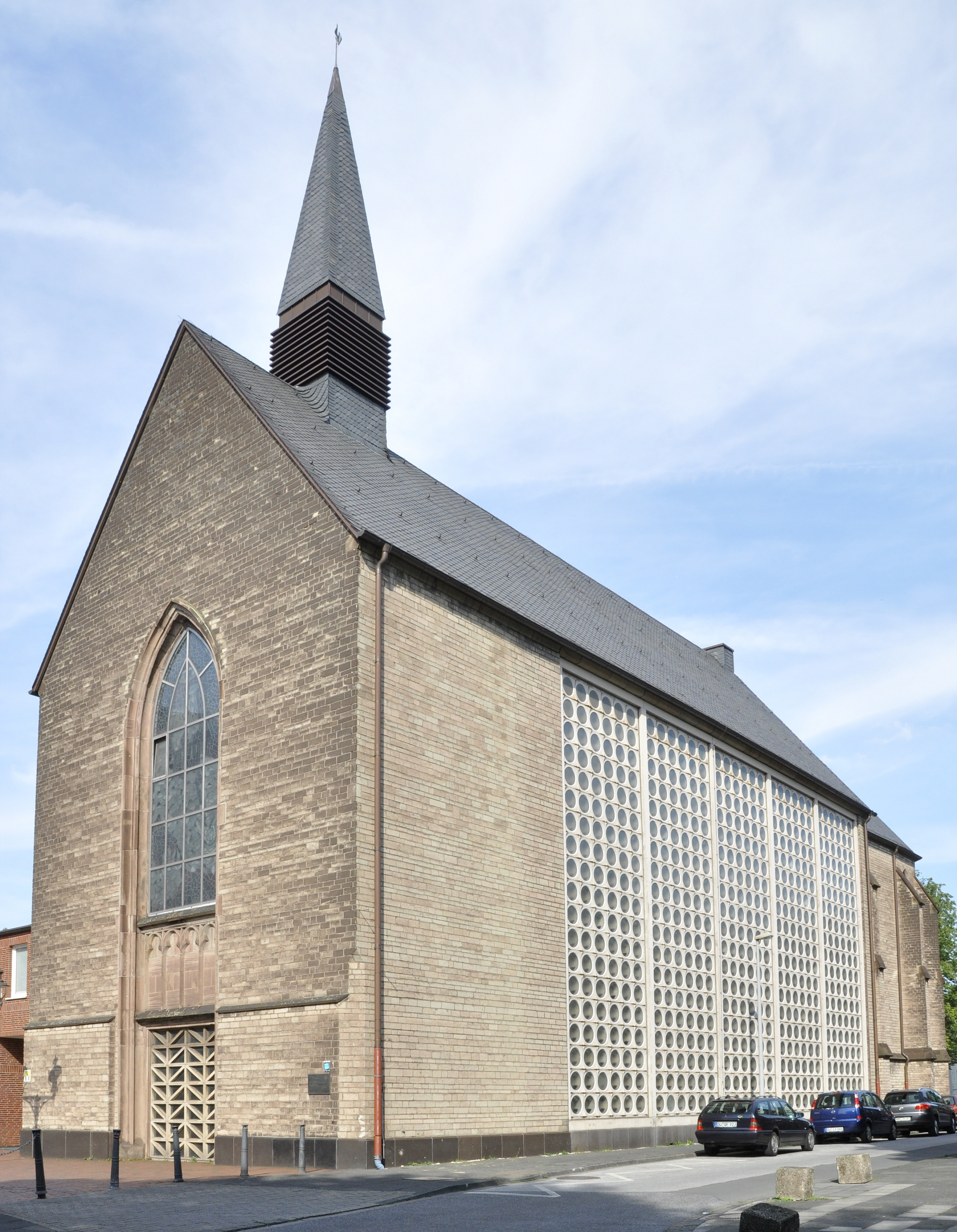
Römisch-Katholische Karmelkirche in Duisburg

Bis zum Ende der 1950er Jahre waren alle Gebäude, die neben Rathaus und Salvatorkirche den Platz umgaben, verschwunden. Das letzte Gebäude, das dem Abrissbagger wich, war ein Wohnhaus, das im Untergeschoss das Restaurant Wilhelm Mues beherbergte. Vom Burgplatz aus war nun der Blick frei auf die Poststraße mit der Alten Post, die den Krieg fast unbeschadet überstanden hatte, und auf die Schwanenstraße.
Planungen, den engen Duisburger Stadtkern um den Burgplatz aufzulockern, existierten schon vor dem Krieg, seit 1939. Der Krieg verhinderte dann die Realisierung. In den 1960er Jahren fiel auf, dass der Burgplatz durch die Umstrukturierungsmaßnahmen in der Nachkriegszeit vom Rest der Innenstadt isoliert worden war und dies sogar bis heute (Stand in den 2010er Jahren) noch nicht gelöst werden konnte.
Anstelle der im Krieg zerstörten Minoritenkirche entstand auf Anregung des Bischofs Franz Hengsbach 1959 bis 1961 die neue einschiffige Karmelkirche.
Die neue Liebfrauenkirche wurde 1960 an neuer Stelle am König-Heinrich-Platz in unmittelbarer Nachbarschaft des Landgerichts als doppelgeschossiger Stahlbetonbau im Architekturstil des Brutalismus errichtet.
Seit dem Jahr 1964 verbindet eine Fußgängertiefpassage den Komplex Burgplatz/Schwanenstraße mit der Kuhstraße. Zur 2.300 Quadratmeter großen Tunnelfläche führten sieben Treppen/Rolltreppen. Ladengeschäfte, Schaufenster und Vitrinen schufen einen weiteren Einkaufsbereich in der Innenstadt Duisburgs. Dieser wurde notwendig, weil am Zusammentreffen der Schwanen-, Post- und Kuhstraße der Kuhstraßendurchbruch vorgenommen worden war, der im Stadtzentrum einen neuen großen Verkehrsknotenpunkt schuf. Der Burgplatz wurde durch diese Maßnahmen allerdings noch weiter von der Innenstadt isoliert.

## Stadtarchäologie
Im zerstörten Duisburg nimmt Fritz Tischler die archäologischen Forschungen von Konrad Plath nach Kriegsende wieder auf. Er arbeitete ab 1938 als wissenschaftlicher Assistent und Leiter der vorgeschichtlichen Abteilung des Niederrheinischen Museums in Duisburg. Von 1950 bis zu seinem Tode 1967 war er Leiter des Museums.
Tischler beschäftigte sich intensiv mit dem Burgplatz, der mittelalterlichen Pfalzanlage und der damals noch zu 80 % erhaltenen Stadtmauer. Günther Binding veröffentlichte Tischlers Untersuchungen nach dessen frühem Tod.
Mit dem Bau der unterirdischen Stadtbahn in den 1980er Jahren bot sich die Möglichkeit weitere Grabungsuntersuchungen vorzunehmen. Stadtarchivdirektor und Historiker Milz entdeckte im Sommer 1980 die Reste der Außenmauern des Pfalzbezirkes. Allerdings fand er auf dem Burgplatz keine so genannten Kulturschichten, was er auf Erosion und Kriegsschäden zurückführte.
Dagegen wurden am rückwärtigen Alten Markt im Bereich des römischen Rheinbettes und der späteren mittelalterlichen Flussaue gut erhaltene Kulturschichten entdeckt, die bis in die römische Zeit reichten. Im Dezember 1990 erfolgte die Einweihung der archäologischen Zone Alter Markt, die Zeugnis über die rund 2000-jährige Geschichte einer Stadt gibt, die nach den Ausgrabungsergebnissen bis ins 1. Jahrhundert n. Chr. zurückreicht.
Seit den 1990er Jahren wurde die Stadtarchäologie aus finanziellen aber auch ideologischen Gründen vernachlässigt, was zu heftigen Kontroversen führte. Mittlerweile führt die Stadtarchäologie ein Schattendasein in der Stadt.

## Der heutige Burgplatz als Ort des Gesellschaftslebens
1945 ersetzte die US-amerikanische Militärregierung den Stadtkämmerer Hermann Freytag, der während der Kriegsjahre vom NSDAP-Regime als Leiter einer „Notbehörde“ für die Stadtverwaltung eingesetzt wurde, durch den Rechtsanwalt Heinrich Weitz und betraute ihn mit dem Amt des Oberbürgermeisters.

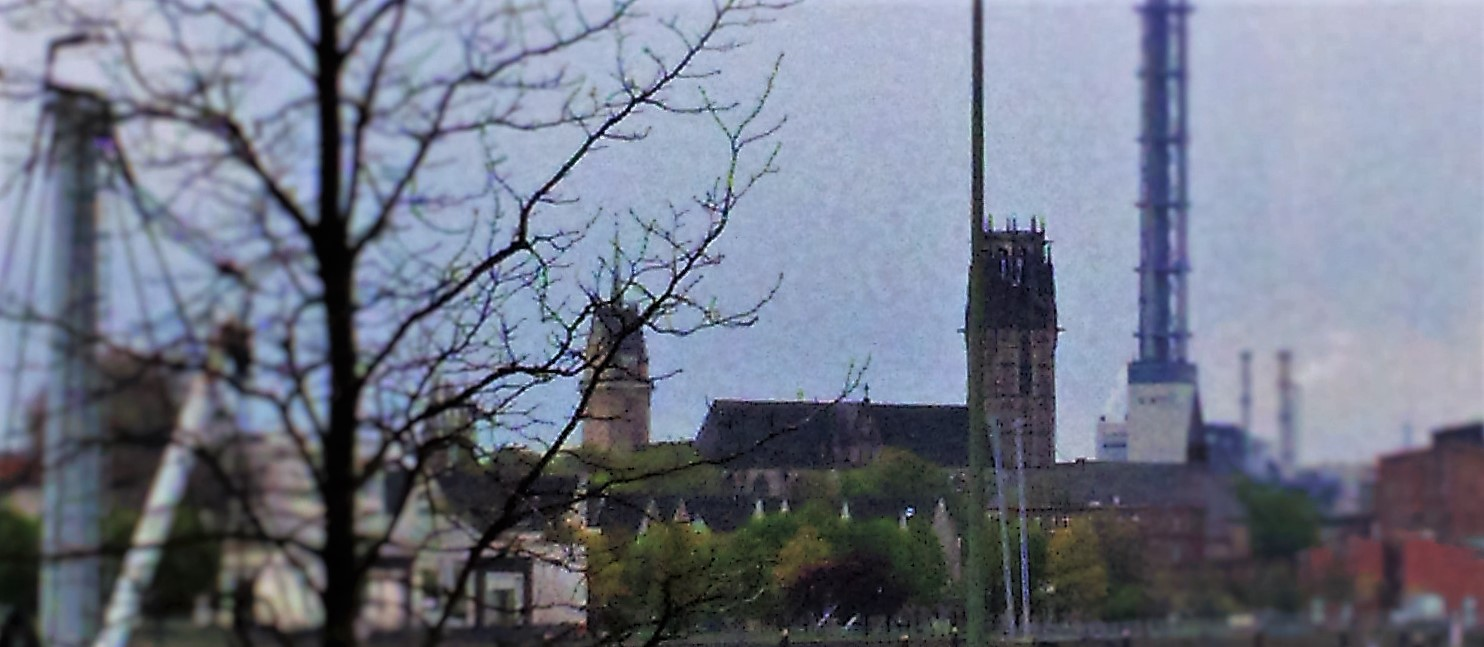
Burgplatz mit Rathaus und Salvatorkirche vom Innenhafen aus gesehen

Am 9. November 1948 erfolgte die Wahl des 42-jährigen August Seeling zum jüngsten Oberbürgermeister Deutschlands. Er hatte das Amt bis 1969 inne und war damit der dienstälteste Oberbürgermeister Deutschlands. Am 25. Mai 1965 empfing er Königin Elisabeth von England mit Prinz Philip im Rahmen ihrer ersten Deutschlandreise nach dem Kriege im Duisburger Rathaus, wo die Königin sich in das Goldene Buch der Stadt eintrug, ungefähr an der Stelle, an der vor über tausend Jahren der Hauptsaal der Duisburger Königspfalz stand.
Am 18. Oktober 1949 fand der erste Markttag nach dem Krieg auf dem Burgplatz im Schatten des Mercator-Brunnens statt, bis allerdings 1972 der letzte Markttag abgehalten wurde. Der Burgplatz verschwand immer mehr aus dem Bewusstsein der Duisburger Bevölkerung als historisch bedeutsamer Platz.
Heute dient der Platz in erster Linie als Parkplatz. Der Burgplatz und die Altstadt werden von der Bevölkerung nicht mehr als zentrales Stadtviertel Duisburgs ausgemacht. Stattdessen hat sich dieses in Richtung Königstraße, König-Heinrich-Platz und Hauptbahnhof verlagert.